# University Township
University Township est un ancien township, situé dans le comté de  Saint-Louis, dans le Missouri, aux États-Unis,.